# Азербејџанска шаховска федерација
Азербејџанска шаховска федерација (азер. зәрбаицан Сахмат Федерасииасı), кровно тело шаха у Азербејџану. Седиште је у Бакуу, улица К. Шафаралијева 12. Члан је ФИДЕ од 1992. године. Азербејџан припада Европској зони 1.8. Председник је Елман Рустамов (ажурирано 21. октобра 2019).